# کوبهام، کنت
کوبهام (به انگلیسی: Cobham) یک روستا و محله مدنی در بریتانیا است که در Gravesham واقع شده‌است. کوبهام ۱٬۴۶۹ نفر جمعیت دارد.